# XV літні Паралімпійські ігри в Ріо-де-Жанейро (монета)
«XV лі́тні Паралімпі́йські і́гри в Рі́о-де-Жане́йро» — пам'ятна монета номіналом 2 гривні, випущена Національним банком України, присвячена міжнародним змаганням із літніх видів спорту, що проводяться кожні чотири роки під егідою Міжнародного Паралімпійського комітету в рамках Паралімпійського руху. Україну в XV літніх Паралімпійських іграх у Ріо-де-Жанейро представляли 170 паралімпійці, які виборювали медалі в 15 видах спорту. Національна збірна України посіла третю сходинку в загальному медальному заліку, виборовши рекордну кількість нагород різного ґатунку — 117 нагород, у тому числі — 41 золоту медаль. Українські паралімпійці встановили 109 рекордів у трьох видах спорту: плаванні, легкій атлетиці і пауерліфтингу, з яких 22 — рекорди світу, 54 — рекорди Європи і 32 — паралімпійські рекорди.
Монету введено в обіг 21 листопада 2017 року. Вона належить до серії «Спорт».

## Опис монети та характеристики
| Номінал грн. | Метал      | Маса, г | Діаметр, мм | Якість виготовлення       | Гурт     | Тираж, штук |
| ------------ | ---------- | ------- | ----------- | ------------------------- | -------- | ----------- |
| 2            | нейзильбер | 12,8    | 31          | спеціальний анциркулейтед | рифлений | 35 000      |

### Аверс
На аверсі монети розміщено: угорі малий Державний Герб України та напис — УКРАЇНА (праворуч), під яким логотип Національного Паралімпійського комітету України та стилізовану медаль паралімпійських ігор, ліворуч від яких написи: «ЗОЛОТО 41/СРІБЛО 37/БРОНЗА 39»; на дзеркальному тлі — рік карбування монети «2017», унизу півколом номінал «ДВІ ГРИВНІ», логотип Банкнотно-монетного двору Національного банку України (праворуч).

### Реверс
На реверсі монети на тлі стилізованої хвилястої стрічки зображено паралімпійця Дідух Віктор Ігорович — Майстра спорту міжнародного класу з настільного тенісу, напис — Ріо-де-Жанейро; ліворуч від фігури спортсмена — півколом напис «XV ПАРАЛІМПІЙСЬКІ ІГРИ», угорі — емблема паралімпійського руху в Україні та рік, коли відбулися ігри, — «2016».

## Автори
- Художники:
  - аверс: Атаманчук Володимир

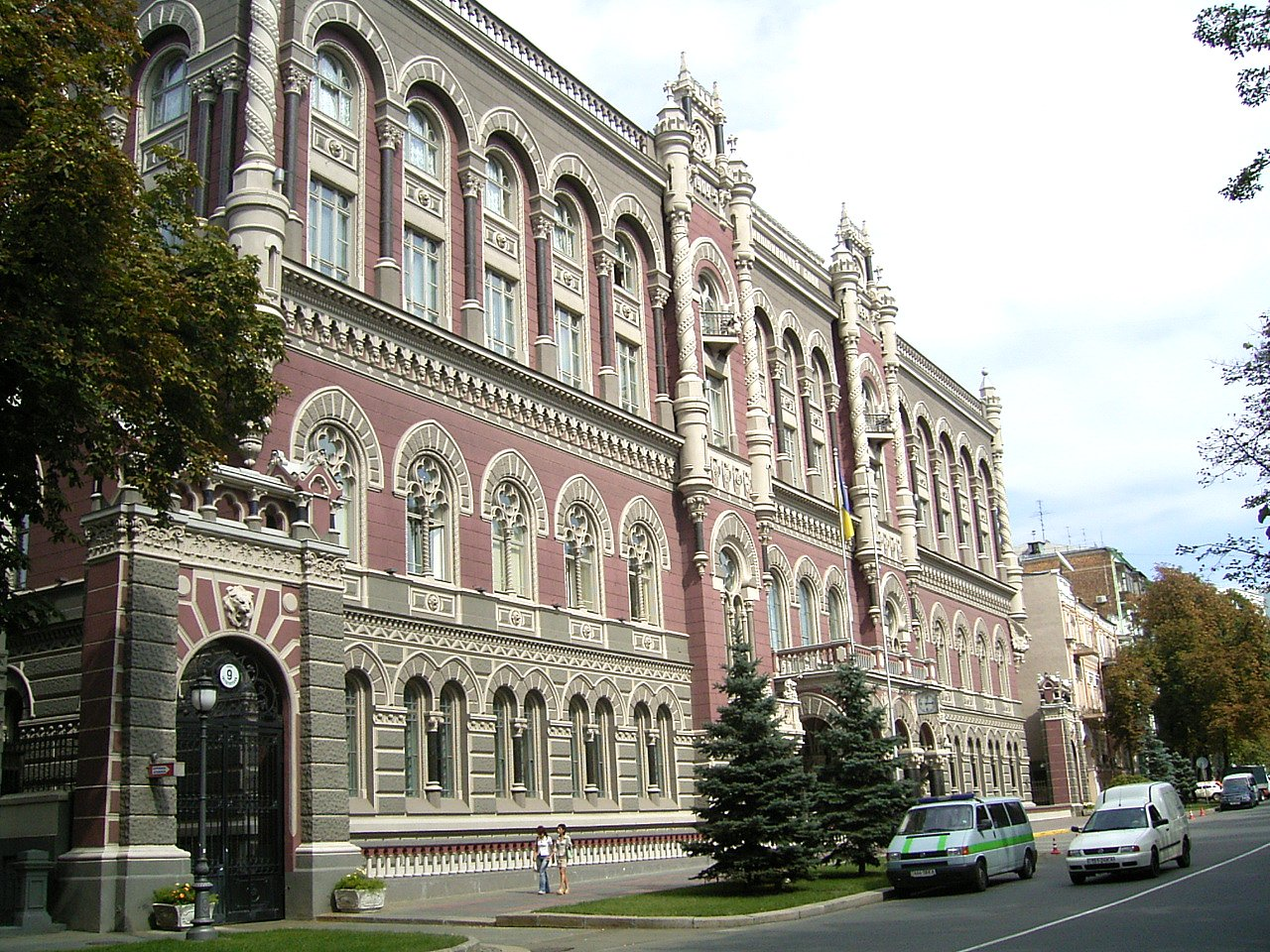
Будівля Національного банку України

  - реверс: Таран Володимир, Харук Олександр, Харук Сергій.
- Скульптори: Атаманчук Володимир, Демяненко Анатолій.

## Вартість монети
Під час введення монети в обіг у 2017 році, Національний банк України реалізовував монету через свої філії за ціною 35 гривень.
Фактична приблизна вартість монети, з роками змінювалася так:
| Рік        | 2018 | 2019 | 2020 | 2021 | 2022 | 2023 | 2024 | 2025 |
| ---------- | ---- | ---- | ---- | ---- | ---- | ---- | ---- | ---- |
| Ціна, грн. | 50   | 50   | 50   | 50   | 50   | 75   | 180  | 200  |